# سيمون كولومبو
سيمون كولومبو (بالإيطالية: Simone Colombo)‏ مواليد 28 أغسطس 1963 في ميلانو، هو لاعب كرة مضرب إيطالي سابق وكان يلعب باليد اليمنى. أعلى تصنيف له في الفردي كان المركز الـ 60 في سنة 1986. أعلى تصنيف له في الزوجي كان المركز الـ 68 في سنة 1989.

## النهائيات
| الحصيلة | الرقم | التاريخ | البطولة             | الأرضية | المنافس في النهائي | النتيجة في النهائي |
| ------- | ----- | ------- | ------------------- | ------- | ------------------ | ------------------ |
| الفوز   | 1.    | 1986    | سانت فنسنت، إيطاليا | ترابية  | بول ماكنامي        | 2–6, 6–3, 7–6      |

## روابط خارجية
- سيمون كولومبو على موقع رابطة محترفي التنس (الإنجليزية)
- سيمون كولومبو على موقع الاتحاد الدولي لكرة المضرب (الإنجليزية)
- سيمون كولومبو على موقع كأس ديفيز (الإنجليزية)
- سيمون كولومبو على موقع خلاصة التنس.كوم (الإنجليزية)